# Jonathan Malagón
 (octobre 2020).
Si vous disposez d'ouvrages ou d'articles de référence ou si vous connaissez des sites web de qualité traitant du thème abordé ici, merci de compléter l'article en donnant les références utiles à sa vérifiabilité et en les liant à la section « Notes et références ».
Jonathan Tybalt Malagón González , né le 10 août 1984 à Riohacha, est un économiste et homme politique colombien. De 2018 à 2022, il occupe le poste de ministre du Logement, de la Ville et du Territoire (es) sous la présidence d'Iván Duque.

## Publications

### Livres
- Malagón, Jonathan; Ruiz, Carlos y Montoya, Germán (2018). "Diccionario de Economía y Finanzas" Asobancaria y Publicaciones Semana,  (ISBN 978-958-9040-74-4).
- Malagón, Jonathan y Tamayo, César, EDITORES (2017). “Ensayos sobre Inclusión Financiera en Colombia”, Banco Interamericano de Desarrollo - ASOBANCARIA. Editorial LEGIS. Bogotá.  (ISBN 978-0-692-88700-4)[1].
- Malagón, Jonathan (2006). “Glosario Económico de Colombia”, Casa Editorial El Tiempo. Bogotá.  (ISBN 958-706-173-X)
- Malagón, Jonathan (2008). “Glosario Económico de Colombia II”, Casa Editorial El Tiempo. Bogotá.  (ISBN 958-706-173-X)

### Essais et articles
- Malagón, Jonathan and Orbegozo, Camila (2019) “The new drivers of fear of floating: evidence for Latin America”. Journal of Globalization and Development. June 2019. ISSN 1948-1837. DOI 10.1515[2]
- Malagón, Jonathan; Montoya, Germán y Ruiz, Carlos (2016). “La competitividad del sector de hidrocarburos en las diferentes regiones de Colombia”. Cuadernos PNUD 2016. Organización de las Naciones Unidas, Colombia.
- Malagón, Jonathan; Rodríguez, Rogelio; Ruiz, Carlos (2016). “El crédito empresarial y el ciclo económico en Colombia”. Coyuntura PYME, ANIF, edición 53. Abril 2016.
- Malagón, Jonathan (2006). “El impuesto inflacionario: un argumento a favor del control monetario”. Revista Perfiles No 3. Universidad de Santander. 2006.